# Parafia św. Mikołaja w Bonikowie
Parafia św. Mikołaja w Bonikowie – parafia rzymskokatolicka w archidiecezji poznańskiej w dekanacie kościańskim. Erygowana w XIV wieku.

## Terytorium
- Bonikowo,
- Kurowo,
- Mikoszki.

## Proboszczowie
- 1899-1900 ks. Julian Cichowski
- 1900-1904 ks. Józef Pałkowski
- 1904-1908 ks. Zygmunt Kemnitz
- 1908-1913 ks. Jan Ludwiczak
- 1913-1924 ks. Józef Bykowski
- 1924-1932 ks. Józef Starczewski
- 1932-1942 ks. Józef Pawlak
- 1945-1948 ks. Stefan Iwanicki
- 1948-1949 ks. Tomasz Sworowski

- 1949-1950 ks. Józef Malczewski
- 1950-1955 ks. Tomasz Sworowski
- 1955-1957 ks. Roman Mieliński
- 1957-1987 ks. Edmund Fórmanek
- 1987-1995 ks. Czesław Kołodziej
- 1995 ks. Kazimierz Tomalik
- 1995-2006 ks. Włodzimierz Jackiewicz
- 2006-2016 ks. Maciej Wala
- od 2016 ks. Krzysztof Lewandowski[2]

## Galeria

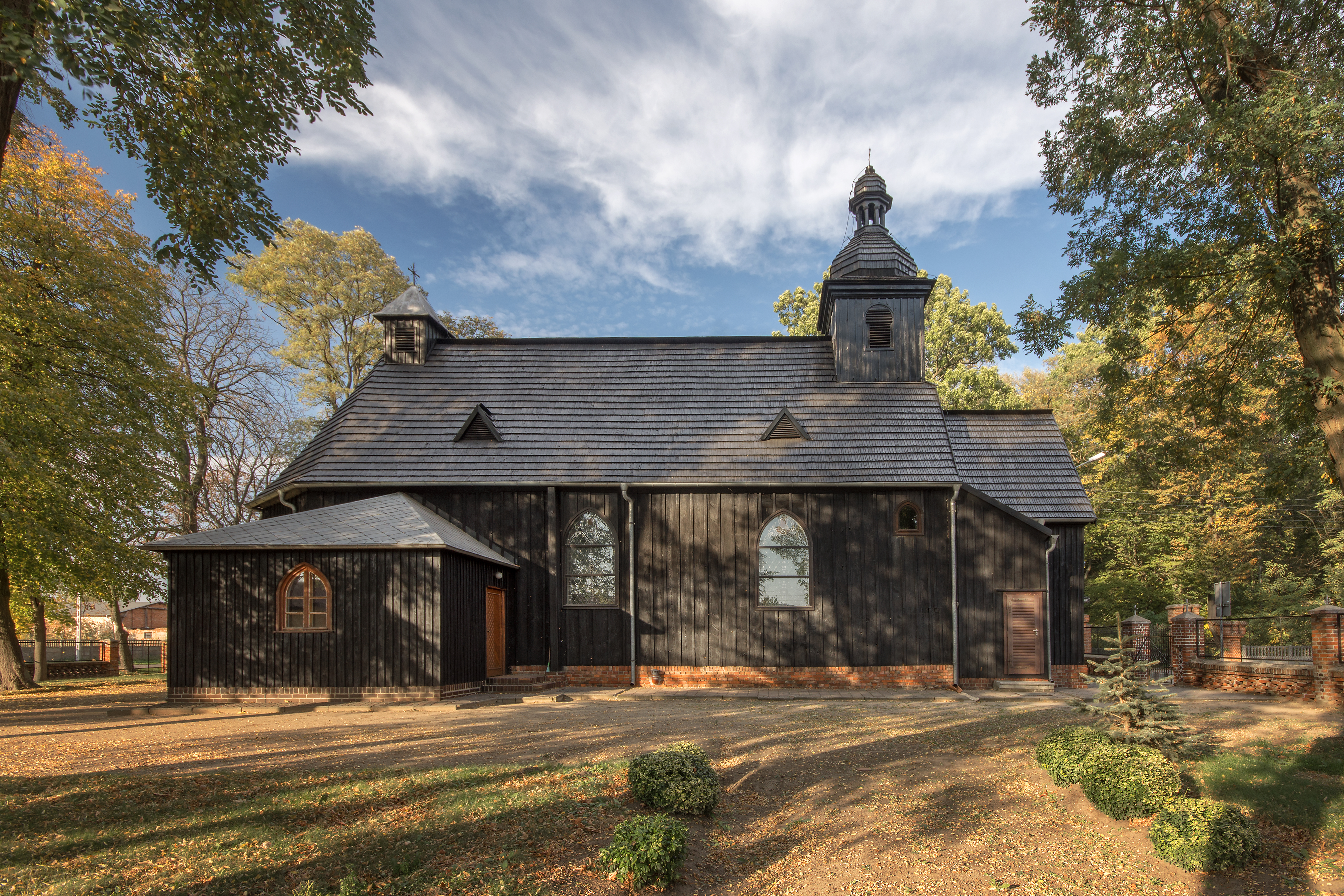
kościół parafialny w Bonikowie
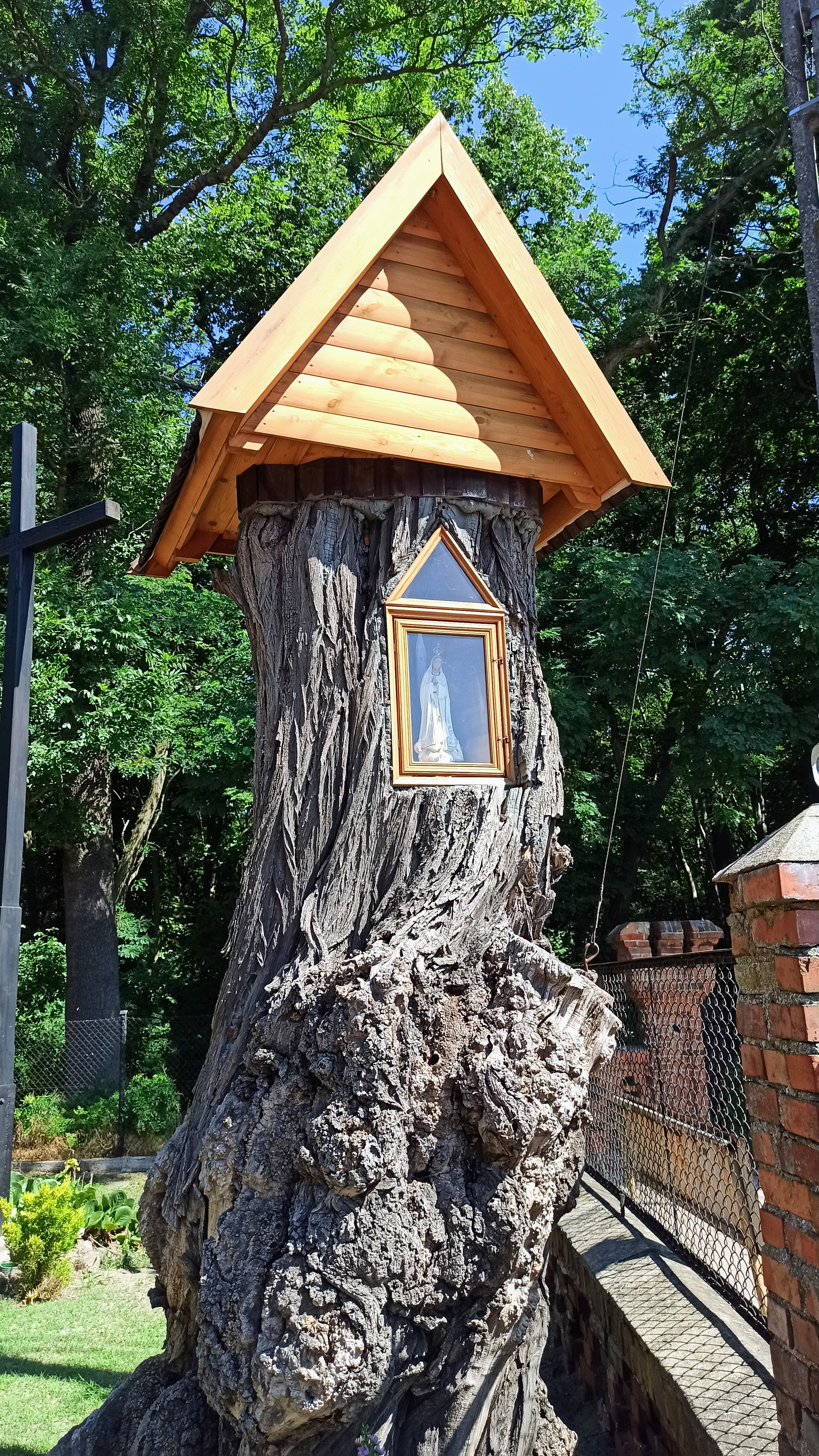
Kapliczka ku czci Matki Bożej przy kościele w Bonikowie
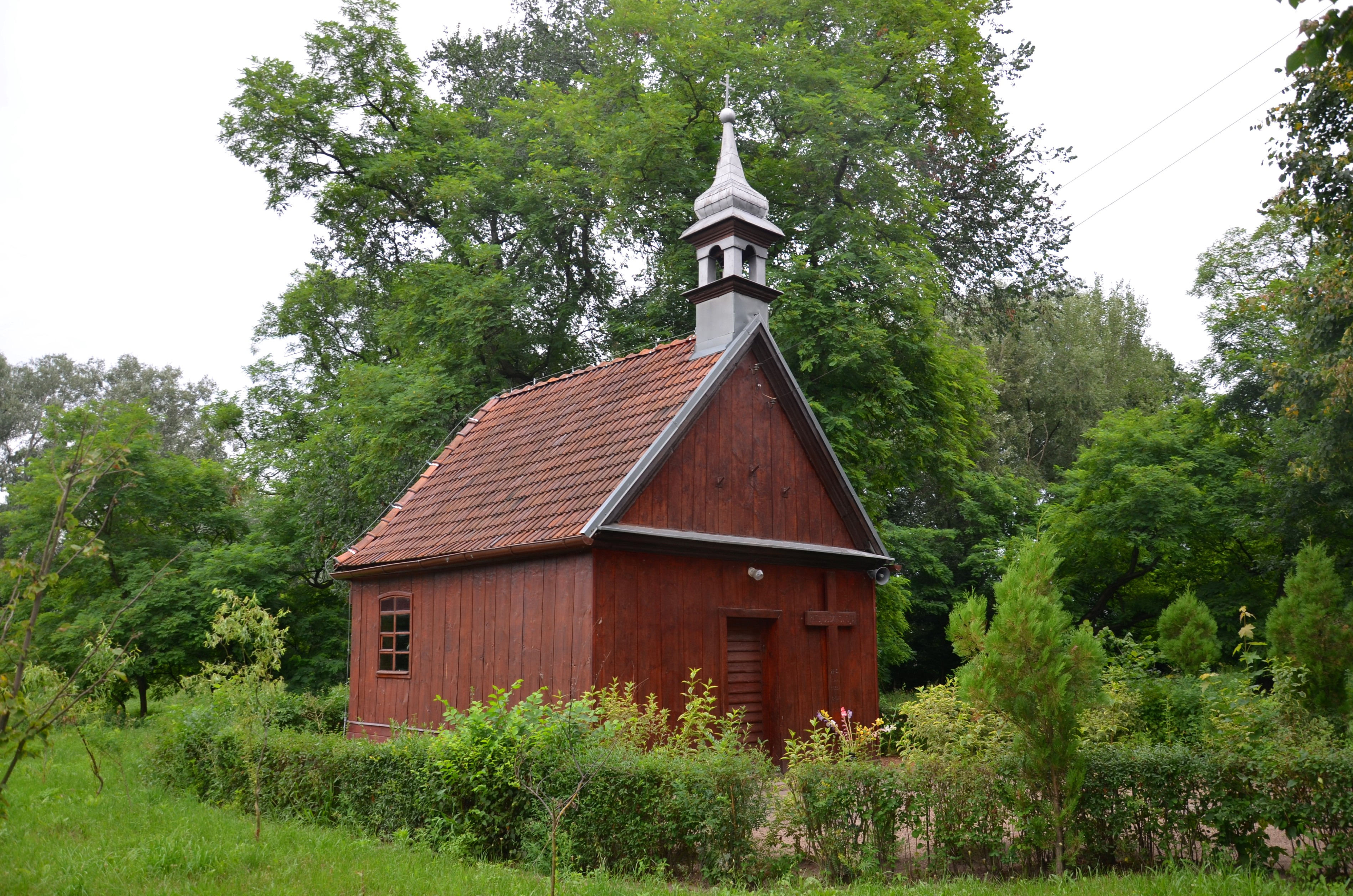
Kaplica filialna w Mikoszkach